# Пантелеймонов Георгій Михайлович
Пантелеймо́нов Гео́ргій Миха́йлович (нар. 30 грудня 1883 — пом. 21 жовтня 1934) — військовий діяч, полковник з України часів Російської імперії, спортсмен — срібний призер Олімпійських ігор 1912 року, учасник Білого руху під час Громадянської війни.

## Біографія
Народився 30 грудня 1883 (за іншими даними 1885) в Балті (тепер Одеська область, Україна). Закінчив Київський кадетський корпус і Олександрівське військове училище. 9 серпня 1904 року вийшов у лейб-гвардії Московський полк.
У складі спортивної делегації Російської імперії брав участь у змаганні зі стрільби з дуельних однозарядних пістолетів. У змаганні зі стрільби на 30 метрів на Олімпіаді 1912 року в Стокгольмі завоював срібну медаль. Також срібними призерами стали Амос де Каш, хорунжий Зведеного козачого полку Павло Войлошніков та ще один виходець з України — киянин Микола Мельницький
Після початку Першої світової війни виступив з полком на фронт командиром кулеметної команди. Георгіївський кавалер — за доблесть у знаменитому бою у Тарнавки 26 серпня 1914 г.
У 1917 р. — полковник і командир батальйону. Після революції та розвалу фронту пробирався з Петрограду на південь і в 1918 р. прийняв роту Лейб-гвардії Московського полку Добровольчої армії. Був направлений в Північну Таврію навесні 1919 р. і тут обіймав посаду начальника оборони Токмацького району. Під час боїв на Ак-Манайських позиціях в травні-червні 1919 р — помічник командира полку з господарської частини. Брав участь у військових діях полку влітку 1918 р. в Україні і 29 листопада 1919 прийняв 1-й Московський батальйон при відступі від Києва. У складі зведеного полку 2-ї гвардійської дивізії відійшов до Одеси.
У січні 1920 р. вступив до командування зведено-гвардійським полком, був відрізаний від Одеси; зі своїм полком пробився до станції Роздільна і тут увійшов до складу групи військ генерал-лейтенанта М. Бредова. Брав участь у Бредовському поході по Дністру до з'єднання з Польською армією.
2 лютого 1920 в бою під Дубосарами був поранений осколком снаряду в обличчя, але не здав командування полком. Разом з групою генерала Бредова був інтернований до Польської республіки. Пізніше повернувся з полком до Криму, де за наказом генерала П. Врангеля прийняв 2-й батальйон зведено-гвардійського полку і відразу ж зайняв оборону по Дніпру у міста Олешки. З боями здійснив відступ до Севастополя, евакуювався з армією генерала Врангеля і зупинився в Галліполі.
З переїздом до Королівства Югославії оселився в Белграді, де очолив місцеву групу Об'єднання лейб-гвардії Московського полку.
Помер в Белграді 31 жовтня 1934 року. Похований з відданням військових почестей на Новому кладовищі.